# 빛기둥

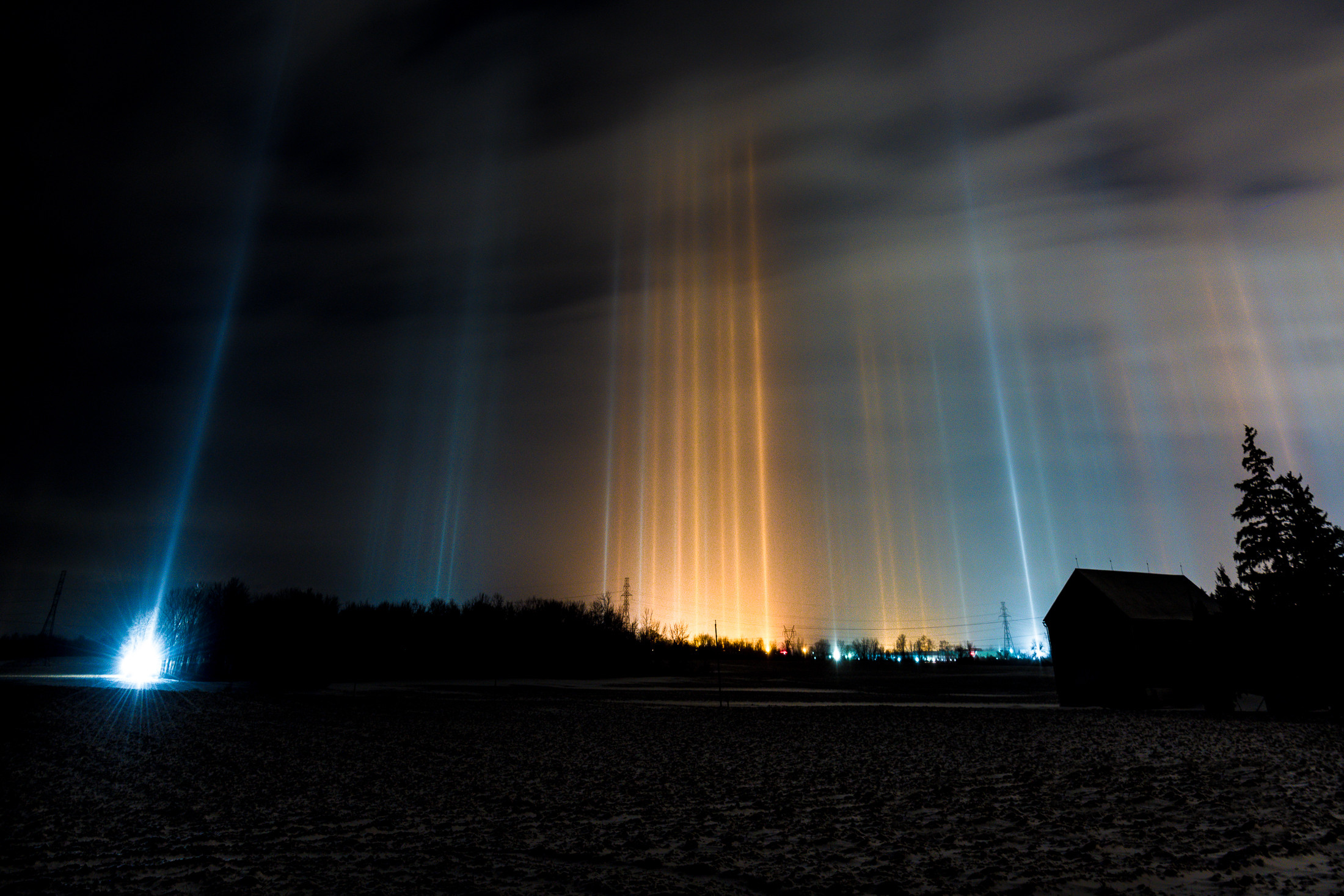
캐나다 온타리오주 런던의 빛기둥

빛기둥 형성 구조

빛기둥은 수직 광선빔이 광원 위나 아래로 확장되어 보이는 대기광학현상이다. 이 효과는 대기 속에 정체되거나 높은 고도의 구름(예: 권층운이나 권운)을 구성하는 작은 빙정으로부터 빛이 반사되면서 만들어진다. 빛이 햇빛으로부터 오는 경우(태양이 보통 지평선 아래나 근처일 때) 이 현상은 태양기둥(sun pillar, solar pillar)으로 부른다. 빛기둥은 달빛, 지상광원(예: 가로등)에 의해 발생할 수도 있다.

## 같이 보기
- 틈새빛살
- 다이아몬드 분진
- 무리 (물리학)
- 광선빔
- 환일